# Blade & Soul
Blade & Soul és un títol que reuneix un conjunt de productes relacionats al voltant un món fictici fantàstic: un videojoc per a ordinador personal, un videojoc per a telèfon mòbil i una sèrie d'anime.

## Blade & Soul (videojoc d'ordinador personal)
Blade & Soul és un videojoc gratuït coreà de rol massiu en tercera persona d'ambientació fantàstica amb arts marcials i estètica anime (a càrrec de Hyung-Tae Kim). El seu desenvolupador és NCSoft.
Fou llançat a Àsia el 2012 i serà llançat en Europa i Nord Amèrica aquest hivern. La seua beta tancada es llançarà per tardor. A més estarà en anglès, alemany i francès.
El videojoc per a ordinador personal ha estat censurat a Corea del Sud com a joc per a majors de 18 anys per la poca roba d'alguns personatges. A la Xina, en canvi, passarà una revisió canviat la roba per altra que cobrisca més. S'ha anunciat que a Europa i Amèrica del Nord tindran la versió sense censura, els tres primers arcs d'història (els altres tres seran llançats com a expansions més tard), doblatge de veus a l'anglés i elements de la història traduïts com a acudits i la raça Kun serà canviada de nom per Yun. Game Rating and Administration Committee el considera per a majors de 15 anys a Corea del Sud. A més, el joc ha estat promocionat pel grup de pop coreà Girls' Generation amb la cançó 'Soul' als comercials del videojoc.
La versió no definitiva mostrada de manera tancada del videojoc fou publicada a la Xina el 29 d'octubre de 2013.
Les tècniques de lluita que es desenvolupen al joc són les arts marcials com la palmada de vent, el neigong (habilitat interna) i el qinggong (l'habilitat de volar). Altre concepte també relacionat és el chi i el dark chi que tindran un paper important al videojoc. A l'hora de lluitar es poden fer combos (s'utilitzen de 20 a 30 habilitats), hi ha habilitats de bloqueig i contraatac i incorpora el mecanisme Quick Time Event per a simplificar el control de l'acció (s'utilitzen fins a 10 botons). La manera de centrar el combat cap als contrincants s'utilitzarà un sistema intermedi al de TERA: Rising i el tradicional automàtic.
S'utilitza una unitat monetària pròpia virtual vàlida solament dins alguns productes de NCSoft que s'anomena NCoin per a comprar objectes complementaris.
Hi ha dos faccions (la Caòtica i la Marcial) que permet jugar jugador contra jugador.
Hi ha una masmorra anomenada Tower of Mushin.
El joc inclou distintes robes per als personatges i les mascotes a la versió coreana. Per als personatges hi ha robes que impliquen ser d'una facció i entrar en el mode de jugador contra jugador. Fins i tot llançaren un concurs de robes que guanyà una persona i suposà que hi haja una roba soles obtenible a un esdeveniment.
Els personatges són caracteritzables un nivell de detalls molt profund.
Els personatges poden aprendre professions que es configuren segons 7 grups d'artesania i 7 grups de reunió de material on cada personatge pot elegir 4 professions, 2 artesanies i 2 de reunió.
Les classes de personatges són els següents: Blade Masters, Force Masters, Summoners, Destroyer, Kung Fu Master, Assassin, Force Master i Lyn Blade Master. Els personatges estan lligats a una arma.
Les races són les següents: Jin, Gon, Kun i Lyn. La raça elegida condiciona la classe: els Gon no poden ser mags i els Lyn soles poden ser mags.
El potencial comunicatiu s'expandeix amb la comunicació no verbal.
Té l'expansió Animism llançada solament a la versió coreana.
L'expansió feta a la segona meitat de 2015 hi haurà un sistema de mascotes (mascotes dissenyables, caps es convertiran en mascotes, curaran al personatge i li milloraran les estadístiques), ales decoratives que afecten les estadístiques del personatge, afegir un sistema d'aprenentatge, afegir coses als sistemes d'artesania i de llogres i afegir l'escenari Infinite Challenge, una nova classe i nous modes per a les armes.
La història darrere del joc és la següent:
Fa més de 1000 anys hi havia el poderós Imperi Naryu que dominava tot el món. Va fer un ús del poder místic de les Soulstones que causà que el buit entre el Earthen Realm i el Dark Realm disminuís fent que el mateix Dark chi entrés en l'Earthen Realm amb l'entrada de dimonis i l'enverinament general. L'Imperi Naryu caigué i el Divine Realm intervingué enviant quatre mestres d'arts marcials, dels quals un d'ells, Mushin, es sacrificà per evitar que el Dark Lord fóra invocat. Les forces demoníaques encara quedaren per l'Earthen Realm. Uns segles més tard s'establí l'Imperi Stratus, que dominà tota Earthen Realm i se subdividia per continents (Continents Nort, Sud, Est i Oest). El fill més jove, anomenat Wan, no estava encara preparat per a governar. Son pare, l'emperador, morí massa prompte per a acabar de formar al seu fill Wan. Wan per herència li tocà governar l'imperi i açò suposà un tragèdies i pèrdues. Els germans de Wan tenien gelosia per Wan i pensaven cadascú que serien els candidats adequats per a ser emperadors. La guerra civil suposà el retorn de les forces del Dark Chi. Els dimonis ocuparen la capital del Continent Est fa 30 anys. Els mestres d'arts marcials, anomenats Guardians, retornaren i carregaren vencedors contra els dimonis. Amb la desordre de l'Imperi Stratus un general fundà els Dominis de Talus a l'est i des d'aleshores està en guerra contra el que queda de l'Imperi Stratus. També hi ha clans independents, els clans dels Huit Mestres pretenen protegir els innocents, i el Dark chi ha tornat.
El món fictici de Blade & Soul es configura geopolíticament de la següent manera:
- Divine Realm: d'on provenen els Guardians i hi viuen els déus.
- Earthen Realm: hi ha els mortals, bèsties, esperits i dimonis invasors.[37]
  - Continent Est:
    - Moonwater Plains: Lycandi Foothills, Brightstone Village (hi viuen lyn), Hogshead Pastures, Sapphire Basin, la Necròpolis Encantada i la tribu Snapjaw.[37]
    - Skyhaven Resistance: en guerra amb l'Imperi de Talus.[37]
    - Dominis de Talus o Imperi de Talus: reinats pel exgeneral de l'Imperi Stratus anomenat Yunma Kahn.
    - Skypetal Plains: (on està la capital de l'Imperi Talus anomenada Zaiwei.[37]
    - Silverfrost Mountains: hi ha Lumang Syndicate, la corrupta Hao Society i monstres, que lluiten contra l'Imperi Talus.[37]

  - Continent Sud: l'Imperi Stratus hi habita.
    - Costa Viridiana: regió. Hi ha Bamboo Village, Jadestone Village, Heaven's Reach, Gloomdross Forest (bosc amb fantasmes) i les cosetes de l'Illa Songshu.[37]
    - Cinderlands: hi ha Yehara’s Mirage, Scorching Sands, Jaofang Village, Blindeye Bazaar, assaltants de tombes i la tribu Bonemask.[37]

  - Continent Oest
  - Continent Nord
- Dark Realm: d'on prové el Dark chi i els dimonis. Té una porta Dark Gate i hi regna el Dark Lord.

Les versions són les següents:
- Xina
  - 2015, maig (Wind):sistema de llogres desenvolupat i una zona.[38]
  - 2015, abril: nous personatges NPC per a l'extensió de la història i noves zones.[39]
  - 2015, juliol: expansió Animism.[33]
- Corea del Sud
  - 2015, juliol: roba.[25]

Té un conjunt de bandes sonores:
- Blade & Soul OST (2012): composta per Taro Iwashiro.[40]
- Blade & Soul -The World- Original Soundtrck (2012).[41]
- Blade & Soul -Silverfrost Mountains- Original Soundtrack.[42]

## Blade & Soul (videojoc de mòbil)
Inclou 190 cartes dibuixades per artistes de Corea del Sud i Xina. Els personatges Jin Seo Yeon i Pohwaran tenen cartes.
NCSoft anuncià a G-Star que aquest videojoc tindria algunes interaccions amb el d'ordinador personal.

## Blade & Soul (sèrie)
El director d'animació és Eri Nagata.
L'anime s'emeté al Japó per abril de 2014.
La història tracta sobre una assassina anomenada Alka (Yuki Takao) perseguida per l'agent de l'Imperi Param anomenada Jin Valel (Aoi Yūki) després d'haver-li assassinat al seu mestre Hon Dōgen (Cho (actor de doblatge). El motiu de la persecució és que Alka té un tatuatge màgic que la fa resistir els efectes de la Impuresa, que és l'energia obscura que canalitzen. A més d'amb Jin Valel, lluita contra una caçarrecompenses anomenada Jin Hazuki (Sora Amamiya), la líder d'una banda de bandolers anomenada Dan Loana o Dan Roana (Ayahi Takagaki) i el fet que la seua repressió emocional comença a debilitar-se. Altre personatge que interactua amb Alka és la propietària Elle Karen (Sayaka Ohara), Yu Lan (Shizuka Itou), Ga Gante (Rikiya Koyama), Yū (Marina Inoue) i Lon (Ryoko Shiraishi).
Conté solament fanservice a l'últim episodi.
La música consisteix en:
- La música del principi de cada episodi és la cançó "Sayonara Usotsuki” (Farewell, Liar) de Mimimeme MIMI.[44]
- La música final de cada episodi és la cançó "RAINBOW"' de LEGO BIG MORL.[45]
- La banda sonora composta per Taro Iwashiro.[46]

Serà distribuïda a Amèrica del Nord per Sentai Filmworks i Crunchyroll l'ha posat disponible en streaming durant el temps que la sèrie ha estat emesa pel Japó.
Els DVD i Blu-ray inclouen 7 curtmetratges.